# عبد الله أباد دو (مشيز بردسير)
عبد الله أباد دو هي مستوطنة تقع في إيران في البلدة المركزية. يقدر عدد سكانها بـ 154 نسمة.